# プロポンチス
プロポンチス (Propontis 1897年 - 不明) は、イギリスの競走馬。
1907年（明治40年）に小岩井農場が日本に輸入した、所謂小岩井農場の基礎輸入牝馬の一頭。直系子孫にはJRA顕彰馬のグランドマーチスを筆頭に、アイネスフウジン、ハクタイセイ、レガシーワールド、トーホウエンペラーなどがいる。

## 主な牝系図
- Manganese 1853 ---No.4-d始祖
  - Milliner 1869
    - Marmora 1878
      - *プロポンチス 1897 ---↓改行
        - 第二プロポンチス 1910
          - パシフイツク 1922 ---→パシフイツク牝系へ

---↓プロポンチス牝系
牝系図の主要な部分（太字はGI級競走優勝馬）は以下の通り。
- *プロポンチス 1897
  - 第二プロポンチス 1910
    - プレヴアレンス 1919
      - 大昭宝 1927
        - 昭蘭 1944
          - ヒロクイン 1949
            - ワールドフラワー 1966
              - ウインザライン 1970（報知オールスターC、戸塚記念）

    - イワヰ 1920 ---→イワヰ牝系へ
    - パシフイツク 1922（帝室御賞典）---→パシフイツク牝系へ
    - プロミーズース 1923
      - 陸奥甲 1936
        - スズコマ 1944
          - ニビキクイン 1952
            - タカコマ 1959
              - アルエツト 1970（クイーン賞）

          - マツヒメ 1956
            - ホマレテル 1964（百万石賞、中日杯）

      - ウアルドマイン 1937（横浜農林省賞典四歳呼馬）

    - フイーニクス 1930 ---→フイーニクス牝系へ

  - 第四プロポンチス 1913
    - レイコウ 1929
      - ゼーアドラー 1936（中山農林省賞典障碍）
      - 銀勝 1940 ---→銀勝牝系へ

  - 種秀 1916
    - 博清 1925
      - スターライト 1936
        - ユキツキ 1946
          - マサリユウ 1955
            - ムツミパール 1965
              - テスコパール 1976
                - アイネスフウジン 1987（東京優駿、朝日杯3歳S、共同通信杯4歳S）

              - フアニーステラ 1977
                - グリーンタイセイ 1983（北海優駿、農林水産大臣賞典）

            - タカシゲ 1959（京阪杯、京都4歳特別）

        - ミスフオール 1953
          - ダイイチオー 1965（スワンS、神戸杯、セントウルS）
          - ネバアーライト 1966
            - ブルーダーバン 1980（京成杯）
            - ダンサーライト 1982
              - ハクタイセイ 1987（皐月賞、きさらぎ賞）

    - アスコツト 1928（帝室御賞典、優勝内国産馬連合競走、横浜特別、中山四千米、目黒記念）

牝系図の出典：Galopp-Sieger

### イワヰ牝系
- イワヰ 1920
  - ワカイワヰ 1930
    - フクイワヰ 1939（桜花賞）
      - スズヒロ 1945
        - タケチカラ 1957
          - メリーライフ 1969
            - ゴールドダンサー 1980（キヨフジ記念）

      - ツキヒサ 1946
        - ヒサミドリ 1953
          - グランドマリス 1960
            - フイエスタレデイ 1969
              - シンザンレデー 1975
                - クレンリー 1982
                  - ブラックジングウ 1992（金沢サラブレッド大賞典、北日本新聞杯）

              - ニシキノボーイ 1978（東京王冠賞）

          - カズヒサ 1964
            - アンクリッパー 1971
              - イイデセゾン 1988（共同通信杯）

          - イツオーダー 1967
            - ドントツプ 1983（新緑賞、ゴールドジュニア）

          - エリオーダー 1969
            - デーリリー 1982
              - インマノカミ 1993（旭岳賞）

            - ダイゴアルファ 1984（毎日杯）

        - イーグル 1958（京都記念（秋））

      - モリマツ 1949（東京盃）

    - 第三ワカイワイ 1941
      - シメイワイ 1948
        - マツヒカリ 1955 
          - リユウジクネ 1967
            - タイホウヒーロー 1972（目黒記念（秋）、鳴尾記念、札幌記念）

  - イワヰセカンド 1932
    - プリソール 1939 
      - ミキオリオン 1954
        - キントキ 1959
          - ルナソング 1970
            - ミクロンテンロー 1979（新潟大賞典）

          - クインダイバー 1962
            - ベアーサンダー 1967
              - ダイワテスコ 1974（阪神4歳牝馬特別）

      - テツセカンド 1949
        - 仁英 1957
          - ミツエイ 1966 
            - マツノコウゲン 1973（北関東ダービー）

      - プリトモ 1950
        - セイショウ 1956（春の鞍）
        - ハロートモ 1958（浦和ゴールドC）
        - セイリン 1960（東海桜花賞）
        - ハロユウ 1961（全日本3歳優駿）

      - チヨダトツプ 1944
        - ハナチヨダ 1951
          - エイワヒロ 1962
            - ダイエイネバー 1971
              - キタノハーモニー 1981
                - ハーモニーホー 1991
                  - キクノライデン 1998（北國王冠、北日本新聞杯）　

        - クイントツプ 1955（東京障害特別（秋））
        - ホシカブト 1960
          - マルノシンプウ 1968
            - ミルトツプ 1980（浦和桜花賞）

### フイーニクス牝系
- フイーニクス 1930
  - ヘンウン 1935（中山記念（春）、目黒記念（春）、横浜特別）
  - サチトミ 1944（中山記念（春））
  - キユウシユウ 1947
    - トカチエリト 1956
      - ヒメトカチ 1962
        - イーデントカチ 1970
          - レインボートカチ 1978
            - フェスティブキング 1991（関屋記念）

      - ハイウエイ 1965 ( by ソロナウェー )
        - トカチスピード 1978（南部駒賞）

      - アスキツトパーシヤ 1973（報知グランプリC）

    - アサブエ 1957（開設記念）
    - スズブエ 1958
      - ダイセンプー 1968（京王杯スプリングH）
      - イーデンベル 1969
        - イーデンファスト 1975
          - カルストンイーデン 1981（京都大障害（秋））
          - カルストンファスト 1983（京都大障害（秋））

      - イーデンブルース 1974
        - レインボーホープ 1984
          - ハリスンマリー 1990
            - ツインダイヤ 2006
              - ニュールック 2016（カペラ賞、飛燕賞）

        - サンキョーセンサー 1985
          - レインボーリバティ 1997（浦和ゴールドC）

        - レインボーアンバー 1986（弥生賞）
        - レインボーブルー 1988
          - レインボーアルファ 1994
            - セトノシェーバー 2001（新春ペガサスC、兼六園ジュニアC）

          - トーホウエンペラー 1996（東京大賞典、マイルCS南部杯、朱鷺大賞典、名古屋大賞典、桐花賞、シアンモア記念、青藍賞）

    - ミスズ 1959
      - ウイステリヤ 1962（福島記念）

  - 第五フィーニクス 1950
    - ミスリョウゴク 1964
      - クラブィミー 1970
        - センゴクルビー 1982（東京障害特別（春））
        - センゴクヒスイ 1986（新潟記念）

      - フジトモススム 1973
        - ネイティブボーイ 1980（東京障害特別（春））

### 銀勝牝系
- 銀勝 1940
  - ジヨリー 1947
    - リユウシヨウ 1956（京都4歳特別）
    - ヒカルクイン 1957
      - アカツキテル 1966（中山記念）

    - エーデルワイス 1958
      - アン 1965
        - スピーデイーアン 1978
          - ヒロノクーニャン 1985
            - イガノヒーロー 1995（中京盃）

  - ハクレイ 1952（中山大障害）
    - ミスギンオー 1958
      - チユウオーヒメ 1962
        - ヨシカツサクラ 1970
          - カミノカチドキ 1974（北海道3歳優駿）

      - チエスフエアー 1966
        - パールセンプウ 1973（浦和ニューイヤーC）

      - チユウオークイン 1967
        - グランドカイザー 1974（大井記念）

      - グランドマーチス 1969（中山大障害（春）、中山大障害（秋）、京都大障害（春）、京都大障害（秋））

    - チエス 1959
      - ブラツクバトー 1965（クイーンC）
        - スタームーン 1976
          - シユアンス 1980
            - スロクルージュ 1987
              - セクシーディナー 1997（ファーストレディー賞、ロジータ記念）

            - シャコーグレイド 1988（皐月賞2着）
            - テンジンショウグン 1990（日経賞）

          - ブラックスキー 1982（新潟記念）
          - ロイヤルクロス 1990
            - ヤワラブライト 1998
              - ドングラシアス 2004（小倉サマージャンプ）

        - ナイスバトー 1983
          - ブランディニー 1989
            - トキノナスティア 2006
              - ビレッジイーグル 2017 （ペガサスジャンプステークス)

    - チユウオーフラワー 1965
      - アサモンド 1970
        - アサローズ 1977
          - タキノニシキ 1986（北海優駿、ステイヤーズC）

    - トキワタイヨウ 1969（東京ダービー、羽田盃）

  - ミツル 1953（中山記念、東京盃、東京牝馬特別）
    - ダイニミツル 1960
      - ミツルコトブキ 1971（羽田盃）

    - ハレミノル 1962 
      - ゴールドメイツ 1968
        - マークリハニー 1975
          - アオミキャップ 1986（中京盃）

    - マルヤマオーカン 1966（NTV盃）
    - ミツルオー 1967（NTV盃）
    - クインミツル 1971
      - サニーボールド 1986（金沢サラブレッド大賞典）

  - カネカエデ 1956
    - トーヨーアサヒ 1969（ArJCC、日本経済賞、ステイヤーズS、ダイヤモンドS、京王杯オータムH）

## 血統表
| プロポンチス（Propontis）の血統 | プロポンチス（Propontis）の血統                                                          | プロポンチス（Propontis）の血統                                                          | （血統表の出典）                                                                         | （血統表の出典） |
| 父系                            | エクリプス系                                                                             | エクリプス系                                                                             | エクリプス系                                                                             |                  |
| 父 Ravensbury 1890 鹿毛         | 父の父Isonomy 1875 鹿毛                                                                  | Sterling                                                                                 | Oxford                                                                                   | Oxford           |
| 父 Ravensbury 1890 鹿毛         | 父の父Isonomy 1875 鹿毛                                                                  | Sterling                                                                                 | Whisper                                                                                  |                  |
| 父 Ravensbury 1890 鹿毛         | 父の父Isonomy 1875 鹿毛                                                                  | Isola Bella                                                                              | Stockwell                                                                                | Stockwell        |
| 父 Ravensbury 1890 鹿毛         | 父の父Isonomy 1875 鹿毛                                                                  | Isola Bella                                                                              | Isoline                                                                                  |                  |
| 父 Ravensbury 1890 鹿毛         | 父の母Penitent 1884 栗毛                                                                 | Hermit                                                                                   | Newminster                                                                               | Newminster       |
| 父 Ravensbury 1890 鹿毛         | 父の母Penitent 1884 栗毛                                                                 | Hermit                                                                                   | Seclusion                                                                                |                  |
| 父 Ravensbury 1890 鹿毛         | 父の母Penitent 1884 栗毛                                                                 | Stray Shot                                                                               | Toxophilite                                                                              | Toxophilite      |
| 父 Ravensbury 1890 鹿毛         | 父の母Penitent 1884 栗毛                                                                 | Stray Shot                                                                               | Vaga                                                                                     |                  |
| 母 Marmora 1878 栗毛            | 母の父Adventurer 1859 黒鹿毛                                                             | Newminster                                                                               | Touchstone                                                                               | Touchstone       |
| 母 Marmora 1878 栗毛            | 母の父Adventurer 1859 黒鹿毛                                                             | Newminster                                                                               | Beeswing                                                                                 |                  |
| 母 Marmora 1878 栗毛            | 母の父Adventurer 1859 黒鹿毛                                                             | Palma                                                                                    | Emilius                                                                                  | Emilius          |
| 母 Marmora 1878 栗毛            | 母の父Adventurer 1859 黒鹿毛                                                             | Palma                                                                                    | Francesca                                                                                |                  |
| 母 Marmora 1878 栗毛            | 母の母Milliner 1869 栗毛                                                                 | Rataplan                                                                                 | The Baron                                                                                | The Baron        |
| 母 Marmora 1878 栗毛            | 母の母Milliner 1869 栗毛                                                                 | Rataplan                                                                                 | Pocahontas                                                                               |                  |
| 母 Marmora 1878 栗毛            | 母の母Milliner 1869 栗毛                                                                 | Manganese                                                                                | Birdcatcher                                                                              | Birdcatcher      |
| 母 Marmora 1878 栗毛            | 母の母Milliner 1869 栗毛                                                                 | Manganese                                                                                | Moonbeam                                                                                 |                  |
| 母系(F-No.)                     | (FN:4-d)                                                                                 | (FN:4-d)                                                                                 | (FN:4-d)                                                                                 | [ § 2 ]          |
| 5代内の近親交配                 | Newminster 4×3、The Baron 5×4、Pocahontas 5×4、Birdcatcher 5×4・5、Stockwell 4×5（父内） | Newminster 4×3、The Baron 5×4、Pocahontas 5×4、Birdcatcher 5×4・5、Stockwell 4×5（父内） | Newminster 4×3、The Baron 5×4、Pocahontas 5×4、Birdcatcher 5×4・5、Stockwell 4×5（父内） | [ § 3 ]          |
| 出典                            | 1. 2. 3.                                                                                 | 1. 2. 3.                                                                                 | 1. 2. 3.                                                                                 | 1. 2. 3.         |